# Église Saint-Étienne de Saint-Étienne-les-Orgues
L'église Saint-Étienne, est une église de style roman située sur la commune de Saint-Étienne-les-Orgues dans le département des Alpes-de-Haute-Provence en France.

## Histoire
L’église Saint-Étienne, datant essentiellement du XVe siècle avec des parties du XVIe siècles, est voûtée en berceau (fin XVe siècle ou début du suivant). Son chœur pentagonal, et voûté sous croisée d'ogives, avec sept nervures rayonnantes et une particularité, un oculus en forme de croix. La porte latérale et la base du clocher, qui a été reconstruit, datent du XVe siècle.